# Нондрус (река)
Нондрус — река в Виноградовском районе Архангельской области России, крупнейший приток Ваеньги (бассейн Северной Двины).

## География
Исток Нондруса находится на Двинско-Пинежском водоразделе, на высоте 158 метров над уровнем моря, устье — на высоте 17 метров над уровнем моря. В верхнем течении Нондрус течёт с северо-востока на юго-запад. Далее поворачивает на северо-запад. В этом месте река соединяется с озёрами Большое Янгозеро и Кулиш. В среднем течении Нондрус протекает через Клоновское озеро. В верхнем течении реку дважды пересекает няводская ветка Конецгорской узкоколейной железной дороги.

## Характеристики
Длина реки — 103 км. Площадь водосборного бассейна — 668 км². Питание реки снеговое и дождевое. Ледостав — с конца октября — начала ноября, по конец апреля.

## Притоки
Главные притоки: слева — Шатанца (вытекает из Мидозера (Мизера)), Маньшева, Харина, Хабатуха, Пыстрома, Шуровка, Берёзовый, Медвежий, Ольховка, Большой Медвежий; справа — Шидровка, Кидова, Таречка, Изевка, Колково, Важенец, Чёрная.

## История
Раньше по реке сплавляли лес. В 1946 году сплав по Нондрусу был прекращён, а всю древесину стали вывозить паровозами. С 1943 года по 1973 год на реке существовал посёлок Нондрус, закрытый из-за истощения лесфонда. Большинство его жителей было переселено в посёлок Рочегда. В 1980 году в среднем течении Нондруса был образован Клоновский заказник.

## Топографические карты
- Лист карты P-38-39,40 Рочегда. Масштаб: 1 : 100 000.
- Лист карты P-38-41,42 Верховье р. Юла. Масштаб: 1 : 100 000. (исток)